# Jaws (James Bond)
Jaws is een fictieve schurk uit de James Bondfranchise. Hij staat bekend als een van Bonds sterkste en gemeenste tegenstanders. In de films werd hij gespeeld door acteur Richard Kiel.
Zijn naam dankt hij aan zijn ijzeren tanden, die ook zijn voornaamste moordwapens vormen. Verder is hij met zijn enorme postuur (2,20 meter) een geducht tegenstander. Voor Kiel was het spelen van Jaws vrij lastig, daar hij de metalen tanden maar korte tijd in kon houden.

## Filmoptreden
Jaws verscheen voor het eerst in de film The Spy Who Loved Me als huurmoordenaar in dienst van de slechte Karl Stromberg. Hij mag voor hem iedereen die Stromberg in de weg staat uitschakelen. Oorspronkelijk zou Jaws aan het eind van de film omkomen in gevecht met een haai, maar toen bleek dat hij populair genoeg was voor een tweede film, werd besloten hem in leven te houden.
Jaws verscheen opnieuw in de film Moonraker en is daarmee een van de weinige Bondvijanden die in meer dan een film meedoet. In de film veranderde zijn personage echter van een brute, onstopbare moordmachine naar meer een komiek en de vrolijke noot van de film. Zo wordt hij geregeld blootgesteld aan elementen die voor een normaal mens dodelijk zouden zijn (zoals een val van grote hoogte), maar overleeft deze zonder enige zichtbare verwondingen. Wanneer Hugo Drax van hem hoort, huurt hij Jaws in als rechterhand.
Tegen het eind van de film wordt Jaws verliefd. Hij en zijn liefde gaan samen met Drax naar diens ruimtestation, waar Drax een ras van "perfecte mensen" wil creëren. James Bond laat Jaws inzien dat zijn nieuwe liefde nooit zal voldoen aan Drax' beeld van "perfectie", en dus zeker door hem zal worden gedood. Dit maakt dat Jaws zich tegen zijn baas keert en James helpt ontsnappen uit Drax' ruimtestation. Aan het eind van de film Moonraker toosten Jaws en zijn nieuwe liefde op hun toekomst. Dit is de enige keer in beide films samen dat Jaws daadwerkelijk iets zegt: “Well, here's to us”, nadat hij een fles champagne met z'n gebit heeft ontkurkt.

## Boeken
Het personage is gebaseerd op een karakter genaamd Horror in de roman The Spy Who Loved Me.
Meer achtergrondinformatie is te vinden in de roman die Christopher Woods schreef naar aanleiding van de film The Spy Who Loved Me. In deze roman is te lezen dat Jaws' echte naam Zbigniew Krycsiwiki is. Hij komt uit Polen. Na een arrestatie en een brute behandeling door de politie vanwege zijn aandeel in een rel in 1972, werd hij voor dood achtergelaten. Zijn kaak was bij de mishandeling onherstelbaar beschadigd. Hij werd gevonden door Karl Stromberg, die Jaws kaak liet repareren door een dokter, en hem tevens zijn metalen tanden gaf. Als gevolg van de operatie kon Jaws echter niet langer praten. In het boek sterft Jaws wel in zijn gevecht met de haai, zoals aanvankelijk in de film ook de bedoeling was.

## In andere media
- Jaws komt voor in het spel GoldenEye 007 uit 1997.
- Jaws is een bespeelbaar personage in het spel James Bond 007: Everything or Nothing uit 2004.
- Jaws speelt mee in de animatieserie James Bond Jr., waarin hij goede vrienden is met Nick Nack.
- Jaws is een ontsluitbaar personage in de multiplayer-versie van James Bond: Nightfire.
- Een soortgelijk personage, eveneens gespeeld door Kiel, is te zien in Silver Streak.
- Jaws heeft onder andere cameo's in de serie Jackie Chan Adventures en de slotscène van de film Inspector Gadget
- Jaws zal ook een special character zijn in de remake van GoldenEye 007 voor de Wii.